# Holoplatys dejongi
Holoplatys dejongi är en spindelart som beskrevs av Zabka 1991. Holoplatys dejongi ingår i släktet Holoplatys och familjen hoppspindlar. Inga underarter finns listade i Catalogue of Life.